# キヤノン CINEMA EOS SYSTEM

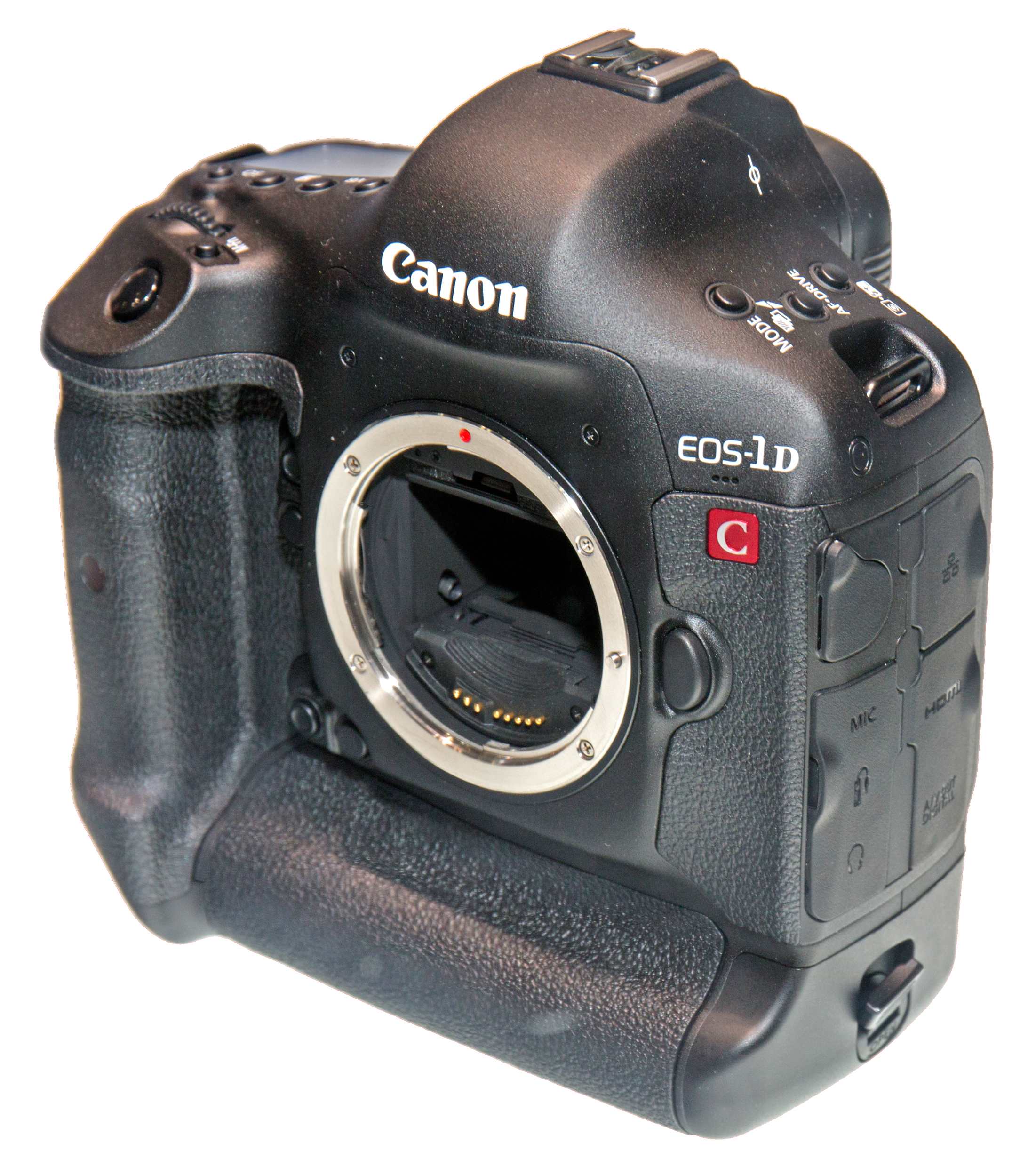
EOS-1D C

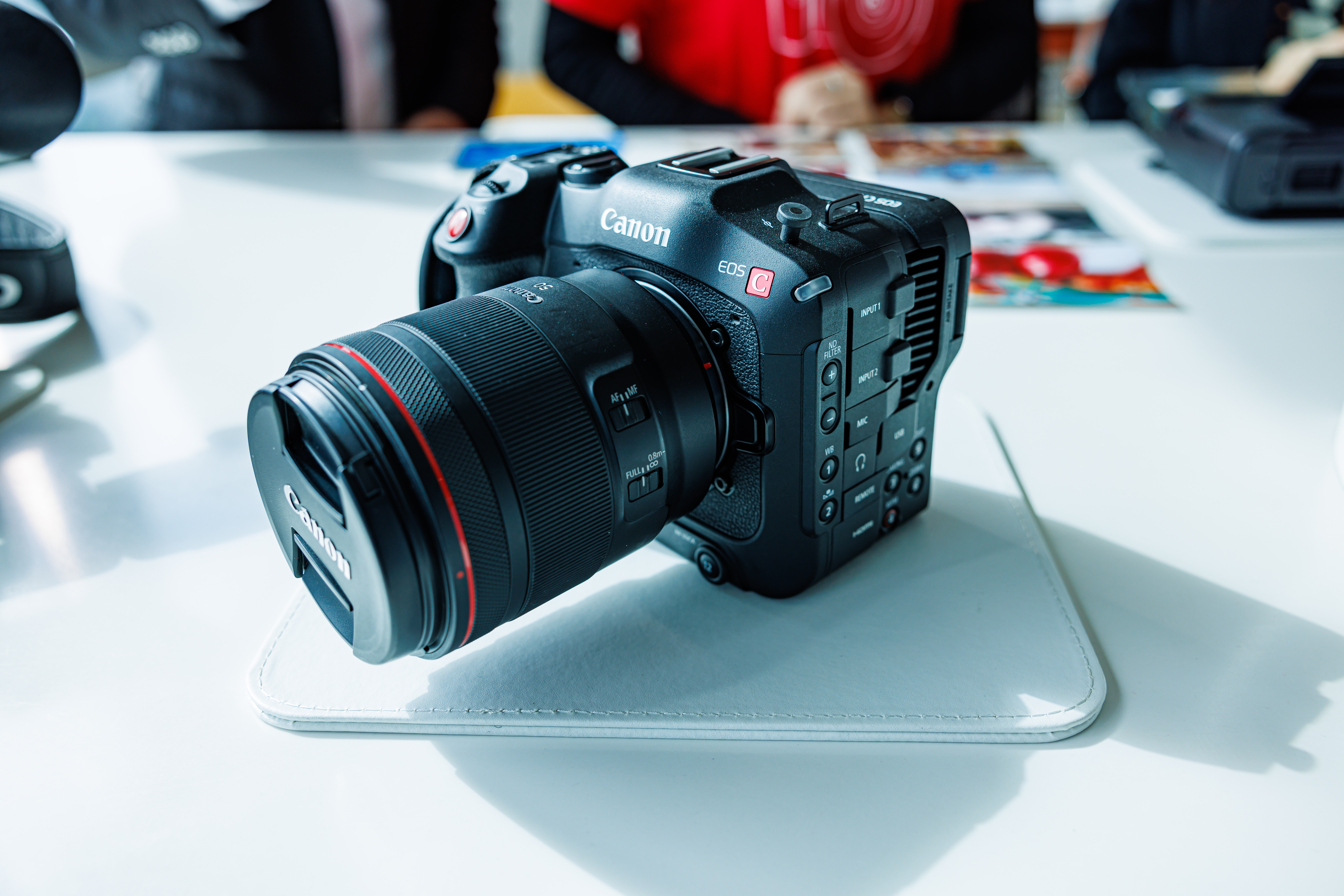
EOS C70

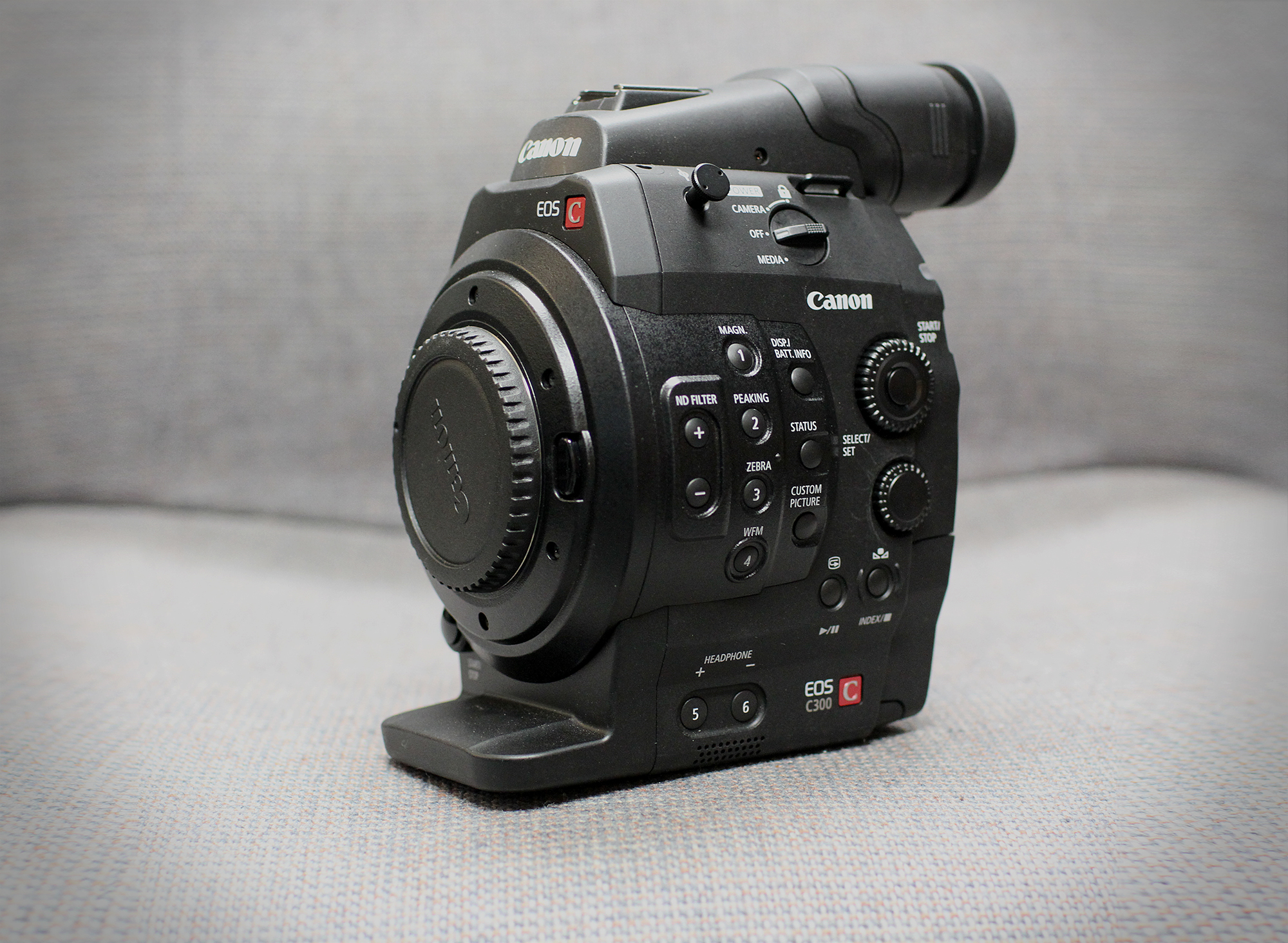
EOS C300 (EFマウント)

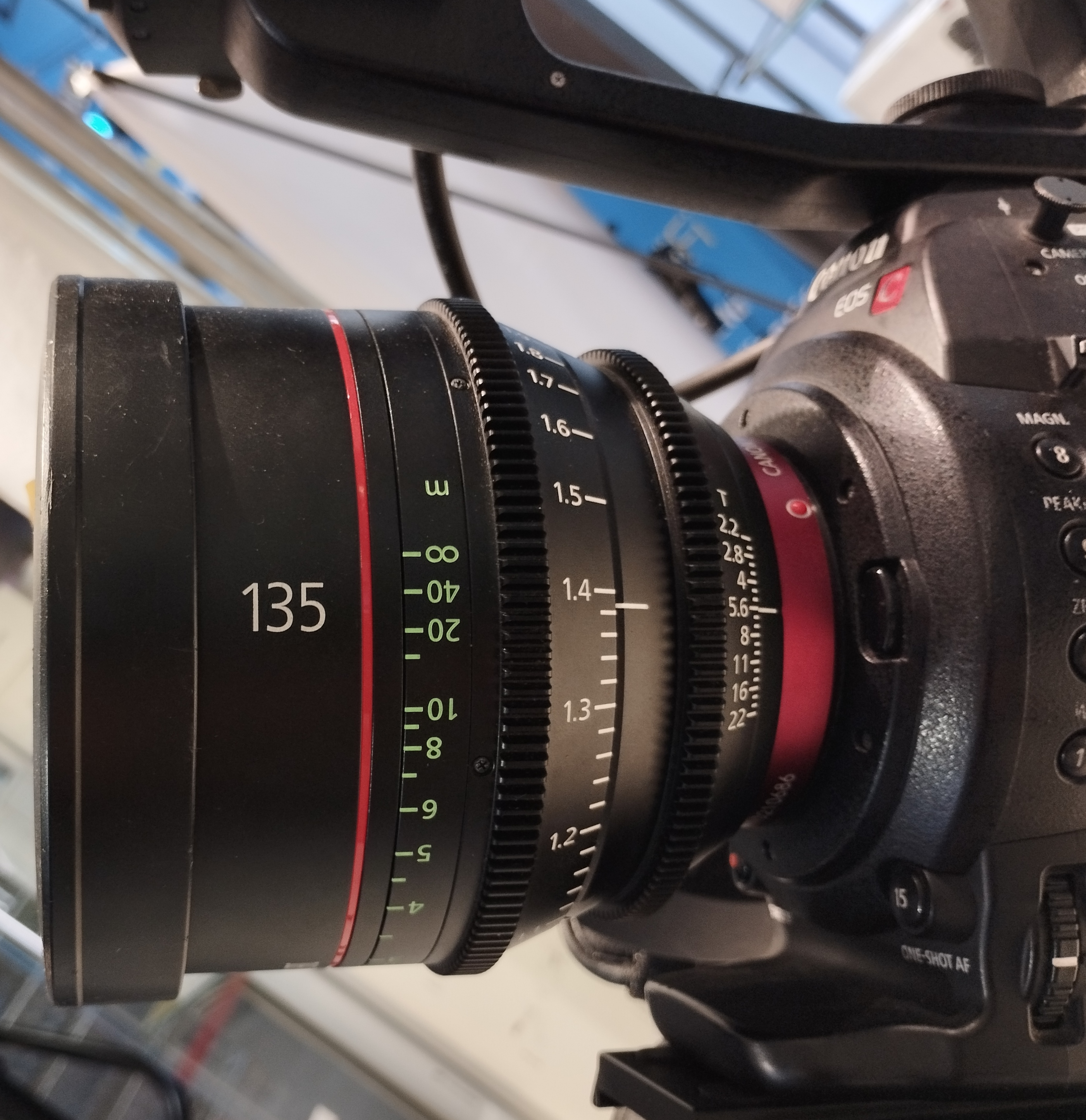
CN-E 135mm

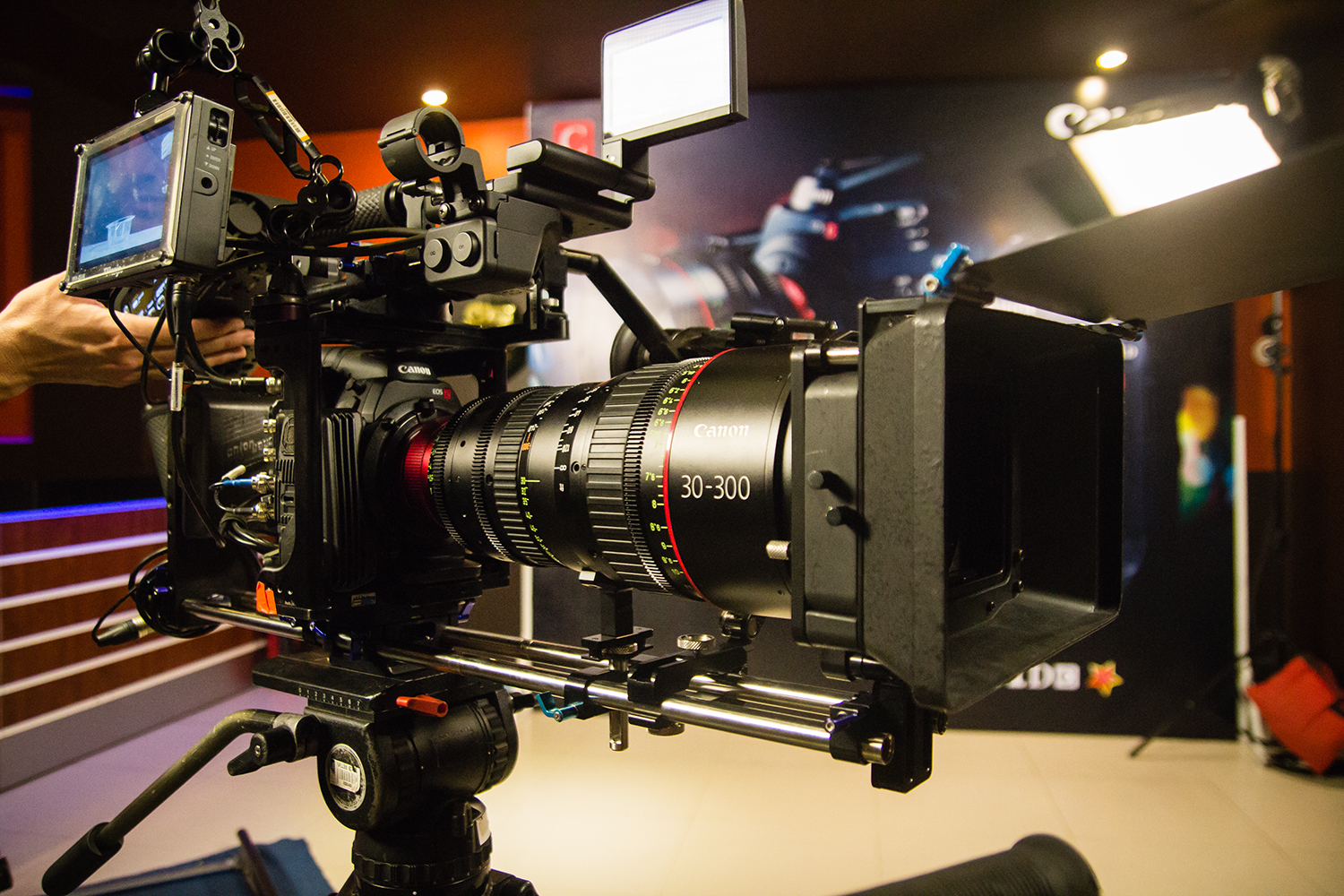
CN-E30-300mm T2.95-3.7 L SをセットしたEOS C500

キヤノン CINEMA EOS SYSTEM（キャノン シネマ イオス システム、英語: Canon CINEMA Electro-Optical System）はキヤノンが2011年に発売した「EOS C300」から展開を開始したキヤノン EOSシリーズの映像制作用機器システムの総称である。

## 概要
本システムはEOS シリーズの映像技術をB to Bの分野にまで拡大することを目的とした映画制作用の一眼レフカメラ、ミラーレス一眼レフカメラ、デジタル映画カメラ、レンズマウントなどのデジタルカメラの製品群である。日本国内では従来のEOSシリーズはキヤノンマーケティングジャパンが主に個人向けに販売しているが、本システムは法人向けに販売されている。
1972年、映画撮影用レンズ「映画撮影用キヤノン・マクロ・ズームレンズの開発」でキヤノンの向井二郎と広瀬隆昌がアカデミー賞科学技術賞を受賞。1976年に鈴川博が「映画撮影用の超高速レンズの設計と開発」で同賞を受賞。その後もレンズを映画業界に供給しており、事業拡大の「次の手」を独自に検討していた。
2011年11月3日（現地時間）キヤノンはアメリカ・カリフォルニア州ロサンゼルス市のハリウッドに所在するパラマウントスタジオで「キヤノン CINEMA EOS SYSTEM発表会」を開催し、キヤノン代表取締役会長兼社長の御手洗冨士夫らによってキヤノンRFマウント、キヤノンEFマウント対応のデジタルビデオカメラEOS C300や4K解像度（4096×2160）対応のEFシネマレンズなどを「キヤノン CINEMA EOS SYSTEM」として開発中であることが発表し、ハリウッド映画への参入を宣言した。
2012年1月に本システム最初の製品、Canon Logを搭載した「EOS C300」が発売された。その後もCanon Log 3を実装した「EOS C300 Mark II」、8K・RAW動画の内蔵記録を実現した「EOS R5 C」、6Kフルサイズセンサーを搭載した「EOS C80」などの製品が発表された。
2021年11月4日に誕生から10周年を迎え、記念のロゴマークが発表された。また本システムのEOS-1D Cなどの機材を使用する全米撮影監督協会の映像制作者デイビッド・クラインがコメントを発表した。

### デザイン
カメラ本体にはEOSシリーズのロゴと本システムの赤い四角形に「C」が刻まれている。レンズには赤い帯が引かれている。

## 製品の一覧
製品名の各アルファベットは
- CN-E - CINEMA-EOS
- S - スーパー35mm
- F - フル35mm
- P - PLマウント
- EF - EFマウント

を意味する。

### デジタルシネマカメラ
- EOS C300（2012年1月発売[9][CCM 3]）
- EOS C300 PL（2012年3月発売[9][CCM 3]）
- EOS-1D C（2012年12月発売）
- EOS C500 ・ EOS C500 PL（2012年10月発売[12]）
- EOS C100（2012年11月発売[12]）
- EOS C100 MarkⅡ（2014年12月発売[CCM 4]）
- EOS C300 Mark II（2015年9月発売[CCM 1]）
- EOS C700 ・ EOS C700 GS PL（2016年12月発売[CCM 5]）
- EOS C200 ・ EOS C200B（2017年7月発売[CCM 6]）
- EOS C700 FF ・ EOS C700 FF PL（2018年7月発売[CCM 7]）
- EOS C500 Mark II（2019年12月発売[CCM 8]）
- EOS C300 Mark III（2020年6月発売[CCM 9]）
- EOS C70（2020年11月発売[CCM 10]）
- EOS R5 C（2022年3月発売[CCM 2]）
- EOS C80（2024年11月発売[10]）
- EOS C400（2024年9月発売[13]）

### シネマレンズ
ズームレンズ
- CN-E30-300mm T2.95-3.7 L S/SP（2012年3月発売[CCM 11]）
- CN-E14.5-60mm T2.6 L S/SP（2012年1月発売[CCM 12]）
- CN-E30-105mm T2.8 L S/SP（2012年10月発売[CCM 13]）
- CN-E15.5-47mm T2.8 L S/SP（2012年12月発売[CCM 14]）
- CN-E20-50mm T2.4 L F/FP[14]（2022年6月発売[CCM 15]）
- CN-E45-135mm T2.4 L F/FP[14]（2022年9月発売[CCM 16]）
- CN-E14-35mm T1.7 L S ・ CN-E14-35mm T1.7 L SP（2023年6月発売[CCM 17]）
- CN-E31.5-95mm T1.7 L S ・ CN-E31.5-95mm T1.7 L SP（2023年10月発売[CCM 18]）

単焦点レンズ
- CN-E24mm T1.5 L F（2012年7月発売[CCM 19]）
- CN-E50mm T1.3 L F（2012年7月発売[CCM 20]）
- CN-E85mm T1.3 L F（2012年8月発売[CCM 21]）
- CN-E14mm T3.1 L F（2013年4月発売[CCM 22]）
- CN-E135mm T2.2 L F（2013年5月発売[CCM 23]）
- CN-E35mm T1.5 L F（2013年12月発売[CCM 24]）
- CN-E20mm T1.5 L F（2018年10月発売[CCM 25]）
- CN-E24mm T1.5 FP X（2019年6月発売[CCM 26]）
- CN-E35mm T1.5 FP X（2019年6月発売[CCM 27]）
- CN-E50mm T1.3 FP X（2019年6月発売[CCM 28]）
- CN-E135mm T2.2 FP X（2019年12月発売[CCM 29]）
- CN-E85mm T1.3 FP X（2019年8月発売[CCM 30]）
- CN-E14mm T3.1 FP X（2019年9月発売[CCM 31]）
- CN-E20mm T1.5 FP X（2020年1月発売[CCM 32]）
- CN-R85mm T1.3 L F（2024年1月発売[CCM 33]）
- CN-R50mm T1.3 L F（2024年1月発売[CCM 34]）
- CN-R35mm T1.5 L F（2024年1月発売[CCM 35]）
- CN-R24mm T1.5 L F（2024年1月発売[CCM 36]）
- CN-R14mm T3.1 L F（2024年2月発売[CCM 37]）
- CN-R20mm T1.5 L F（2024年3月発売[CCM 38]）
- CN-R135mm T2.2 L F（2024年4月発売[CCM 39]）

CINE-SERVOレンズ
- CN7×17 KAS S/E1 ・ CN7×17 KAS S/P1（2014年8月発売[CCM 40]）
- CN20×50 IAS H/E1 ・ CN20×50 IAS H/P1（2015年4月発売[CCM 41]）
- CN10×25 IAS S/E1 ・ CN10×25 IAS S/P1（2020年7月発売[CCM 42]）
- CN8×15 IAS S/E1 ・ CN8×15 IAS S/P1[15]（2022年11月発売[CCM 43]）

COMPACT-SERVOレンズ
- CN-E18-80mm T4.4 L IS KAS S（2016年10月発売[CCM 44]）
- CN-E70-200mm T4.4 L IS KAS S（2017年10月発売[CCM 45]）

### CCM（キヤノンカメラミュージアム）
1. 1 2  “EOS C500 / EOS C500 PL - CCM”. キヤノンカメラミュージアム. 2025年7月7日閲覧。
2. 1 2  “EOS R5 C - CCM”. キヤノンカメラミュージアム. 2025年7月7日閲覧。
3. 1 2  “EOS C300 / EOS C300 PL - CCM”. キヤノンカメラミュージアム. 2025年7月7日閲覧。
4. ↑  “EOS C100 Mark II - CCM”. キヤノンカメラミュージアム. 2025年7月7日閲覧。
5. ↑  “EOS C700 / EOS C700 GS PL - CCM”. キヤノンカメラミュージアム. 2025年7月7日閲覧。
6. ↑  “EOS C200 / EOS C200B - CCM”. キヤノンカメラミュージアム. 2025年7月7日閲覧。
7. ↑  “EOS C700 FF / EOS C700 FF PL - CCM”. キヤノンカメラミュージアム. 2025年7月7日閲覧。
8. ↑  “EOS C500 Mark II - CCM”. キヤノンカメラミュージアム. 2025年7月7日閲覧。
9. ↑  “EOS C300 Mark III - CCM”. キヤノンカメラミュージアム. 2025年7月7日閲覧。
10. ↑  “EOS C70 - CCM”. キヤノンカメラミュージアム. 2025年7月7日閲覧。
11. ↑  “CN-E30-300mm T2.95-3.7 L S/SP - CCM”. キヤノンカメラミュージアム. 2025年6月27日閲覧。
12. ↑  “CN-E14.5-60mm T2.6 L S/SP - CCM”. キヤノンカメラミュージアム. 2025年6月27日閲覧。
13. ↑  “CN-E30-105mm T2.8 L S/SP - CCM”. キヤノンカメラミュージアム. 2025年6月17日閲覧。
14. ↑  “CN-E15.5-47mm T2.8 L S/SP - CCM”. キヤノンカメラミュージアム. 2025年6月27日閲覧。
15. ↑  “CN-E20-50mm T2.4 L F - CCM”. キヤノンカメラミュージアム. 2025年7月4日閲覧。
16. ↑  “CN-E45-135mm T2.4 L F - CCM”. キヤノンカメラミュージアム. 2025年7月4日閲覧。
17. ↑  “CN-E14-35mm T1.7 L S／CN-E14-35mm T1.7 L SP - CCM”. キヤノンカメラミュージアム. 2025年7月4日閲覧。
18. ↑  “CN-E31.5-95mm T1.7 L S／CN-E31.5-95mm T1.7 L SP - CCM”. キヤノンカメラミュージアム. 2025年7月4日閲覧。
19. ↑  “CN-E24mm T1.5 L F - CCM”. キヤノンカメラミュージアム. 2025年6月27日閲覧。
20. ↑  “CN-E50mm T1.3 L F - CCM”. キヤノンカメラミュージアム. 2025年7月2日閲覧。
21. ↑  “CN-E85mm T1.3 L F - CCM”. キヤノンカメラミュージアム. 2025年6月27日閲覧。
22. ↑  “CN-E14mm T3.1 L F - CCM”. キヤノンカメラミュージアム. 2025年7月2日閲覧。
23. ↑  “CN-E135mm T2.2 L F - CCM”. キヤノンカメラミュージアム. 2025年7月2日閲覧。
24. ↑  “CN-E35mm T1.5 L F - CCM”. キヤノンカメラミュージアム. 2025年7月2日閲覧。
25. ↑  “CN-E20mm T1.5 L F - CCM”. キヤノンカメラミュージアム. 2025年7月2日閲覧。
26. ↑  “CN-E24mm T1.5 FP X - CCM”. キヤノンカメラミュージアム. 2025年7月4日閲覧。
27. ↑  “CN-E35mm T1.5 FP X - CCM”. キヤノンカメラミュージアム. 2025年7月4日閲覧。
28. ↑  “CN-E50mm T1.3 FP X - CCM”. キヤノンカメラミュージアム. 2025年7月4日閲覧。
29. ↑  “CN-E135mm T2.2 FP X - CCM”. キヤノンカメラミュージアム. 2025年7月4日閲覧。
30. ↑  “CN-E85mm T1.3 FP X - CCM”. キヤノンカメラミュージアム. 2025年7月4日閲覧。
31. ↑  “CN-E14mm T3.1 FP X - CCM”. キヤノンカメラミュージアム. 2025年7月4日閲覧。
32. ↑  “CN-E20mm T1.5 FP X - CCM”. キヤノンカメラミュージアム. 2025年7月4日閲覧。
33. ↑  “CN-R85mm T1.3 L F - CCM”. キヤノンカメラミュージアム. 2025年7月4日閲覧。
34. ↑  “CN-R50mm T1.3 L F - CCM”. キヤノンカメラミュージアム. 2025年7月4日閲覧。
35. ↑  “CN-R35mm T1.5 L F - CCM”. キヤノンカメラミュージアム. 2025年7月4日閲覧。
36. ↑  “CN-R24mm T1.5 L F - CCM”. キヤノンカメラミュージアム. 2025年7月4日閲覧。
37. ↑  “CN-R14mm T3.1 L F - CCM”. キヤノンカメラミュージアム. 2025年7月4日閲覧。
38. ↑  “CN-R20mm T1.5 L F - CCM”. キヤノンカメラミュージアム. 2025年7月4日閲覧。
39. ↑  “CN-R135mm T2.2 L F - CCM”. キヤノンカメラミュージアム. 2025年7月4日閲覧。
40. ↑  “CN7×17 KAS S/E1／CN7×17 KAS S/P1 - CCM”. キヤノンカメラミュージアム. 2025年7月2日閲覧。
41. ↑  “CN20×50 IAS H/E1／CN20×50 IAS H/P1 - CCM”. キヤノンカメラミュージアム. 2025年7月2日閲覧。
42. ↑  “CN10×25 IAS S/E1／CN10×25 IAS S/P1 - CCM”. キヤノンカメラミュージアム. 2025年7月4日閲覧。
43. ↑  “CN8×15 IAS S/E1 - CCM”. キヤノンカメラミュージアム. 2025年7月4日閲覧。
44. ↑  “CN-E18-80mm T4.4 L IS KAS S - CCM”. キヤノンカメラミュージアム. 2025年7月2日閲覧。
45. ↑  “CN-E70-200mm T4.4 L IS KAS S - CCM”. キヤノンカメラミュージアム. 2025年7月2日閲覧。